# Cain and Mabel
Cain and Mabel is een Amerikaanse muziekfilm uit 1936 onder regie van Lloyd Bacon. Destijds werd de film in Nederland uitgebracht onder de titel De laatste ronde.

## Verhaal
De impresario's van bokskampioen Larry Caine en zangeres Mabel O'Dare bedenken een plan om hun cliënten aan elkaar te koppelen. Ze doen dat om hun nog meer naamsbekendheid te geven. Het plannetje loopt niet van een leien dakje, omdat de twee sterren aanvankelijk niet goed met elkaar kunnen opschieten.

## Rolverdeling
| Acteur              | Personage           |
| ------------------- | ------------------- |
| Marion Davies       | Mabel O'Dare        |
| Clark Gable         | Larry Cain          |
| Allen Jenkins       | Dodo                |
| Roscoe Karns        | Reilly              |
| Walter Catlett      | Jake Sherman        |
| Robert Paige        | Ronny Cauldwell     |
| Hobart Cavanaugh    | Milo                |
| Ruth Donnelly       | Tante Mimi          |
| Pert Kelton         | Toddy               |
| William Collier sr. | Walters             |
| Sammy White         | Artiest             |
| E.E. Clive          | Charles Fendwick    |
| Allen Pomeroy       | Tom Reed            |
| Robert Middlemass   | Caféhouder          |
| Joseph Crehan       | Impresario van Reed |